# Resolució 2349 del Consell de Seguretat de les Nacions Unides
La Resolució 2349 del Consell de Seguretat de les Nacions Unides fou adoptada per unanimitat el 31 de març de 2017. El Consell va condemnar els atacs terroristes i la violència de les bandes terroristes Boko Haram i Estat Islàmic a Nigèria, Níger, Camerun i el Txad, i requeria més suport als països en la seva lluita contra els grups terroristes i per evitar una fam a la regió. Va ser la primera resolució del Consell de Seguretat de l'ONU sobre Boko Haram a la conca del llac Txad.

## Observacions
El representant del Camerun, parlant en nom de la Comissió de la Conca del Llac Txad (CCLC), va dir que els països de la zona haruien d'estalviar en educació i salut per lluitar contra el terrorisme. Esperava que després d'aquesta resolució rebessin més suport. El seu col·lega nigerià va dir que la població al voltant del llac necessitava ajuda. El llac s'havia reduït de mida, de 26.000 km² el 1960 a 1.500 km² el 2000, el que els feia encara les coses més difícils.
Egipte va assenyalar que les negociacions havien deixat clar que calia millorar la forma en què sorgien les resolucions. Havia de ser transparent i tots els membres havien de poder participar; en aquest cas, això és sens dubte aplicat als països africans. També havien de tenir en compte les observacions dels països en qüestió per tal d'evitar ficar-se en els assumptes interns dels països i l'estat de les coses sobre el terreny.
Rússia va donar suport a la resolució perquè era important que el Consell de Seguretat tingués unanimitat al respecte. No obstant això, no s'han tingut en compte tots els comentaris del país. Per exemple, era erroni anomenar la situació a la conca del llac Txad com a conflicte; es tractava de terrorisme. Tampoc es va reconèixer que alguns països havien interferit il·legalment, tal com havia passat a Líbia. També sentia que la resolució es precipitava, fent que el text "massa brut". Bolívia també va considerar que hi havia hagut massa temps per negociar el text.

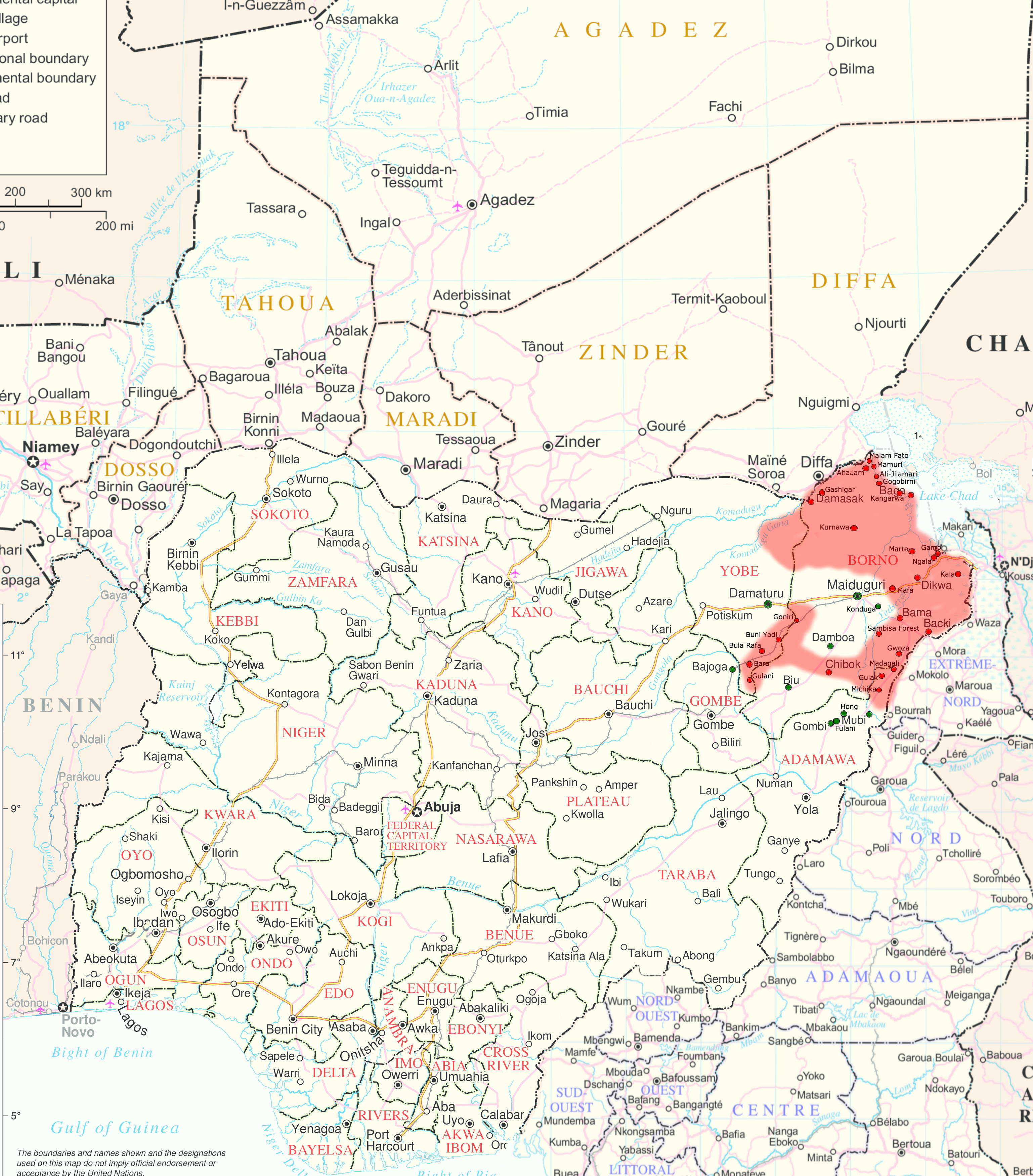
Territori controlat per Boko Haram en febrer de 2015.

El Regne Unit va assenyalar que no era suficient cridar l'atenció sobre el tema. Els diners per a les ajudes d'emergència promeses a Oslo havien d'estar disponibles ràpidament per evitar una fam. El grup de treball militars de més de 10.000 efectius dels països interessats necessitava més suport per mantenir l'impuls en la lluita contra Boko Haram i Estat Islàmic.

## Antecedents
Boko Haram és una organització terrorista fundada l'any 2002 al nord islàmic de Nigèria. El grup lluita contra tot el que és occidental, utilitzant totes les formes de violència possibles. El 2009 Boko Haram va començar una rebel·lió contra el govern nigerià. El 2014 el grup estava afiliat a Estat Islàmic. Aquest any la violència va augmentar encara més, implicant a Camerun, Txad i Níger. El 2015, els quatre països van llançar una ofensiva per tal de reduir Boko Haram.
La violència va causar la fugida de més de dos milions de persones. A més, l'assecatge del llac Txad va causar escassetat d'aliments. Per tant, la regió s'enfrontava a una situació d'emergència humanitària.

## Contingut
A principis de març, la regió al voltant del llac Txad havia estat visitada per a consultes amb Camerun, Txad, Níger i Nigèria sobre els problemes causats per la violència dels grups terroristes Boko Haram i Estat Islàmic. El Consell de Seguretat va condemnar els atacs i moltes violacions dels drets humans que van cometre com assassinats, violència contra dones i nens, segrestos, saquejos, vandalisme, matrimonis forçats, violacions, esclavitud sexual i l'ús de nens. Per exemple, les nenes eren utilitzades cada vegada més per atacs suïcides. Hi havia moltes persones desplaçades, i la situació humanitària era greu. Una fam amenaçava al nord-est de Nigèria. En una conferència a Oslo es van comprometre uns 430 milions d'euros per a ajudes d'emergència. Nigèria també va aportar 940 milions d'euros per a l'ajuda i el desenvolupament de la regió.
Es va encoratjar als països de la regió a millorar encara més la seva cooperació militar. Juntament amb Benin, havien format un grup de treball multinacional conjunt que estava lluitant contra Boko Haram. Va haver de proporcionar urgentment assessors de drets humans i un assessor de gènere. Es va demanar a altres països que ajudessin a finançar i donar suport al grup de treball. També es va demanar als països interessats que implementessin una política que animés a les persones a sortir de Boko Haram o IS i deraliciar-les i reintegrar-les i afrontar el comerç d'armes i el tràfic d'éssers humans. Tots els països havien de prendre mesures per eliminar el finançament dels grups terroristes.
Grups com Boko Haram i Estat islàmic s'havien aprofitat de la pobresa i dels governs febles de la regió al voltant del llac Txad per aconseguir un punt de suport. Per tant, era important invertir en assistència sanitària, educació, agricultura, infraestructures, comerç, cohesió social, bon govern i l'aplicació de la llei per desenvolupar la regió. A Nigèria, el pla Buhari del president Muhammadu Buhari hauria d'estimular l'economia amb inversions en energia, carreteres, ferrocarrils, fàbriques i agricultura. El president del Níger Mahamadou Issoufou també volia fer créixer l'economia del seu país amb un programa de venda de llicències de petroli i invertint catorze mil milions d'euros en infraestructures i agricultura. Al Camerun, el president Paul Biya va invertir 150 milions d'euros en un programa per formar joves i proporcionar treball o suport financer a qui començava un negoci. Al Txad, el primer dels tres plans quinquenals previstos al pla "Visió 2030: el Txad que volem" consistia en un millor accés a l'aigua i el seu ús més eficient en l'agricultura. El LCBC també va elaborar un Pla d'Acció per al Desenvolupament i el Clima per fer front a la pobresa al voltant del llac Txad i garantir la seguretat alimentària, inclòs invertir en la gestió dels recursos naturals i l'aigua i donar suport a la producció i comerç d'aliments. Es va reconèixer que el canvi climàtic era part de la base de la inestabilitat a la regió. La terra s'assecava i l'aigua es tornava escassa, el que provocava la inseguretat alimentària.